# معركة لاكوس كورتيوس
كانت معركة لاكوس كورتيوس في الأساطير الرومانية، هي المعركة الأخيرة في الحرب بين المملكة الرومانية والسابيين، بعد اختطاف روما الجماعي للنساء السابيات لأتخاذهن عرائس لهم. حدث ذلك في عهد رومولوس، بالقرب من لاكوس كورتيوس، الموقع المستقبلي للمنتدى الروماني.

## خلفية
تأسست روما على هضبة بالاتين. وازدهرت المستوطنة، وأصبحت قوتها وحجمها ينافسان جيرانها. احتاجت المدينة إلى المزيد من النساء للزواج، وخشيت ألا يستمر نموها إذا لم يزداد عدد الإناث. لذا ناشد رومولوس المدن الأخرى في المنطقة:
«بناءً على نصيحة مجلس الشيوخ، أرسل رومولوس مبعوثين إلى الأمم المحيطة لطلب التحالف وحق الزواج المختلط باسم مجتمعه الجديد. [...] لم يلتقَ المبعوثون في أي مكان أي استقبال إيجابي. ورغم أن مقترحاتهم قوبلت بازدراء، فقد ساد شعور عام بالخوف في نفس الوقت من القوة التي تنمو بسرعة كبيرة وسطهم».

ليفيوس الكتاب الأول، الفصل 9، (ترجمة القس كانون روبرتس)
بسبب غضب الشعب الروماني من الاستجابة، أعلن رومولوس عن مهرجان يقام في المدينة ودعا مواطني كاينينا، وأنتيمناي، وكرستومريوم وسابينيا. بمجرد بدء الاحتفالات، اختطف رجال رومولوس الفتيات السابيات وزوار آخرين. بعد ذلك، اندلعت الأعمال العدائية بينهما. هزمت روما ثلاثة من أعدائها، وعندئذ أعلن السابيون الحرب.
أمضى الجانبان عامًا في التحضير. خلال هذا الوقت، حسّنت روما دفاعاتها وعززتها بجنود ألبان أرسلهم الملك نوميتور وبمرتزقة تحت قيادة القائد الشهير لوكومو صديق رومولوس. بعد جهد أخير لحل المسألة سلميًا، تقدم جيش السابيون.

## المعركة
خانت عذراء فستال تاربيا، ابنة سبوريوس تاربيوس، قائد القلعة في روما، روما لصالح السابيين، إذ عرضت عليهم إدخالهم إلى المدينة. يقول ديونيسوس من هاليكارناسوس نقلًا عن فابيوس وسنسيوس إن تاتيوس خدع ابنة قائد القلعة المحصنة بالمدينة لفتح بوابات لرجاله بعد أن عرض عليها ما اعتقدت أنه أساور ذهبية يرتدوها في أذرعهم اليسرى. ولكنهم سحقوها حتى الموت بدلًا من ذلك عندما كدسوا دروعهم فوقها كمكافأة لها. زعم لوتشوس بيزو أنها لم تكن مدفوعة بالجشع، بل كانت خطة لخداع السابيين وأنها لم تقتل حتى جاءوا إليهما لاشتباههم في غدرها لهم. كتب ليفي أن الفتاة رُشيت ببساطة، ولكنه يستشهد أيضًا برواية الخداع التي ذكرها ديونيسوس.
تجمع الجيشان السابيني والروماني على هضبتي بالاتين وكابيتولين؛ قاد ميتيوس كورتيوس السابيين، وهوستوس هوستيليوس الرومانيين. وكان النهر قد طاف وترك طين سميك في المنطقة.
بعد عدة مناوشات واشتباكات طفيفة، خاض الجيشان معارك ضارية تميزت ببسالة وخسائر لكلا الجانبين.
في المعركة الثانية والأخيرة بينهما، التقى الجيشان بين التلتين اللتين احتلاهما. كان رومولوس ولوكومو يهاجمان بنجاح من كلا الجناحين، لكنهما اضطرا إلى الانسحاب عندما اختُرق خط الوسط الروماني لإيقاف تقدم السابيون تحت قيادة ميتيوس كورتيوس. بعد تراجعهم، انسحب السابيون بشكل منظم. اشتبك ميتيوس ورومولوس مع بعضهما مباشرةً حتى سقط ميتيوس وأصيب بجراح. منعته بحيرة مستنقعيه من الهروب لكنه غطس فيها وأحبط ملاحقة عدوه له. وبمجرد تحول رومولوس لمواجهة الباقيين، أخرج الجنرال السابيني نفسه من الوحل وعاد بأمان إلى معسكره.
عندما ضُرب رومولوس بحجر على رأسه، انعكس مسار المعركة مرة أخرى إذ فقد الجنود قلبهم بدون قائدهم. هرب الجيش بأسرع ما يمكن بعد سقوط رمح على لوكومو. تعافى رومولوس، وبدعم من الاحتياطيات الجديدة من داخل المدينة، استعاد الرومان السيطرة وتحركت الخطوط مرة أخرى ضد السابيين. مع غروب الشمس، تراجع السابيون بصعوبة إلى القلعة وأوقف الرومان ملاحقتهم.
في رواية ليفي، اجتمع الرومان عند سفح التل تحت القلعة، لكن رفض السابيون الظهور والاشتباك. أخيرًا، هاجم الجيش الروماني المحبط، رغم افتقاره إلى الأرض المرتفعة. كان الجنود الرمان محفزين في البداية ببطولات الجنرال هوستوس هوستيليوس على الخط الأمامي، لذا عندما سقط الجنرال، اختُرق الخط الروماني، تعهد رومولوس لجوبير أنه إذا تمكن من إيقاف هجوم السابيين واسستعاد شجاعة الرومان، فإنه سيبني معبد «لكوكب جوبيتر» في هذا الموقع. وبصرخة، قاد رومولوس جيشه إلى السابيين وهزمهم. وقع الجنرال السابيني ميتيوس في مستنقع عندما رماه حصانه عن ظهره بعد انسحابه. 
بعد إعادة تجميع السابين، استمرت المعركة في المنطقة بين التلال، لكن كانت السيطرة للجيش الروماني. وفجأةً، هرعت الفتيات السابيات المختطفات إلى ساحة المعركة ووضعن أنفسهن بين الجيشين. وناشدن كلا الجانبين لوقف سفك الدماء وقبول بعضهما البعض كعائلة، كما كانوا آنذاك. خجلًا من هذا، أنهى قادة الشعبين القتال.